# Dystrykt Baucau
Dystrykt Baucau (tetum Baukau) – jeden z 13 dystryktów Timoru Wschodniego, znajdujący się we wschodniej części kraju, posiadający dostęp do morza Banda. Stolicą dystryktu jest miasto Baucau, leżące 122 km na wschód od stolicy kraju Dili. 
Graniczy z dystryktami: Lautém od wschodu, Viqueque od południa oraz Manatuto od zachodu.